# 梧村街道
梧村街道（ごそんがいどう）は、廈門市思明区の街道。現行行政地名は梧村街道梧村社区、梧村街道渓東社区などの社区11個がある。面積は6.22 km²。2020年末までの戸籍人口は33774人。 

## 行政区画
11街道を管轄する。
| 番号 | 社区名     | 番号 | 社区名   |
| ---- | ---------- | ---- | -------- |
| 01   | 梧村社区   | 07   | 文竃社区 |
| 02   | 金榜山社区 | 08   | 浜中社区 |
| 03   | 双涵社区   | 09   | 浦南社区 |
| 04   | 万寿社区   | 10   | 金祥社区 |
| 05   | 文屏社区   | 11   | 東坪社区 |
| 06   | 渓東社区   |      |          |

## 観光地
- 金榜公園

## 施設
- 介護施設：

- 図書館：

### 交通
- 鉄道駅：廈門火車駅

- 地下鉄の駅：廈門地下鉄 ■1号線廈門火車駅・蓮坂駅

### 教育
- 大学：

- 中学：

- 小学：

### 医療
- 病院：

### 娯楽
- 体育館：